# Het meisje met de blauwe hoed
Het meisje met de blauwe hoed is een Nederlandse televisieserie uit 1972 in kleur. De serie is een bewerking van het boek Het meisje met den blauwen hoed van Johan Fabricius en een gemoderniseerde bewerking van de film Het meisje met den blauwen hoed uit 1934.
De serie sluit aan bij de ideeën van behoudende protestanten die de maatschappelijke ontwikkelingen van de jaren zestig het liefst zouden willen terugdraaien. Daarnaast past de serie in de nostalgie die de eerste helft der jaren zeventig kenmerkt. De serie wordt ook wel omschreven als een legerfilm.

## Verhaal
De sullige Daantje Pieters wordt opgeroepen om in het Nederlandse leger te dienen. Daar wordt hij vaak voor de gek gehouden door zijn medemilitairen, vooral door Toon, maar de twee worden al snel goede vrienden. De jongens gaan vaak wat drinken in een dichtbijgelegen kroeg, daar wordt Daantje verliefd op het meisje met de blauwe hoed. Deze dame heet Betsy en Daantje wil zich al gauw met haar verloven, maar Betsy blijft liever een goede vriendin en niet alleen voor hem maar voor de hele compagnie.

## Cast
| Acteur           | Personage              |
| ---------------- | ---------------------- |
| Jenny Arean      | Betsy                  |
| Huib Rooymans    | Daan (Daantje) Pieters |
| André van Duin   | Toon Bulthuis          |
| Bram Biesterveld | Swaneveld              |
| Hans Hoekman     | Droeze                 |
| Dick Rienstra    | Haverkamp              |
| Bert Buitenhuis  | Mulder                 |
| Jan Blaaser      | Foerier                |
| Paul Meyer       | Vader Pieters          |
| Fien Berghegge   | Moeder Pieters         |
| Ronny Bierman    | zusje van Betsy        |
| Rudi Falkenhagen | zwager van Betsy       |
| Riek Schagen     | moeder van Betsy       |
| Teddy Schaank    | vrouw van de kapitein  |
| Piet Ekel        | postbode               |

## Trivia
- Jenny Arean en Huib Rooymans waren, op het moment dat de serie uitgezonden wordt, getrouwd. Niet lang na de uitzending scheidden zij in 1973.
- De opnames van het stadje waar Daantje aan het begin van de serie woont, werden gemaakt in Buren. De scène op het station werden gedraaid op station Markelo.
- Vreemd genoeg zoekt de cultuurpers in die dagen de hoofdrolspelers uit de oorspronkelijke film uit 1934, Truus van Aalten en Roland Varno, niet op.
- De liedjes uit de serie verschijnen in 1973 op LP.
- In 2004 herhaalde de NCRV de televisieserie in 4 delen. De serie is door de NCRV in 2007 op DVD uitgebracht.